# Збіґнєв Реліґа
Збігнєв Еугеніуш Реліга (пол. Zbigniew Eugeniusz Religa; нар. 16 грудня 1938, — пом. 8 березня 2009, Варшава) — польський кардіохірург і політик. З 2005 по 2007 рік — міністр охорони здоров'я Польщі в уряді Ярослава Качинського.

## Життєпис
У 1963 році закінчив Варшавський медичний університет. Після двох років служби в армії працював у лікарні на заході Варшави, де був хірургом до 1980 року. З 1984 працював у кардіологічній клініці у Забже.

### Пересадка серця
15 серпня 1985 провів першу операцію на серці, 5 листопада того ж року разом з командою лікарів успішно виконав першу у Польщі пересадку серця. Операція проходила у Сілезькому Центрі серцевих захворювань у місті Забже. У 1987 році під час однієї з операцій з пересадки серця була зроблена фотографія, опублікована у журналі National Geographic. Знімок увійшов до числа 100 найкращих знімків журналу.

## Нагороди та звання
- Почесний доктор ЛНМУ (1997)